# Merimasku

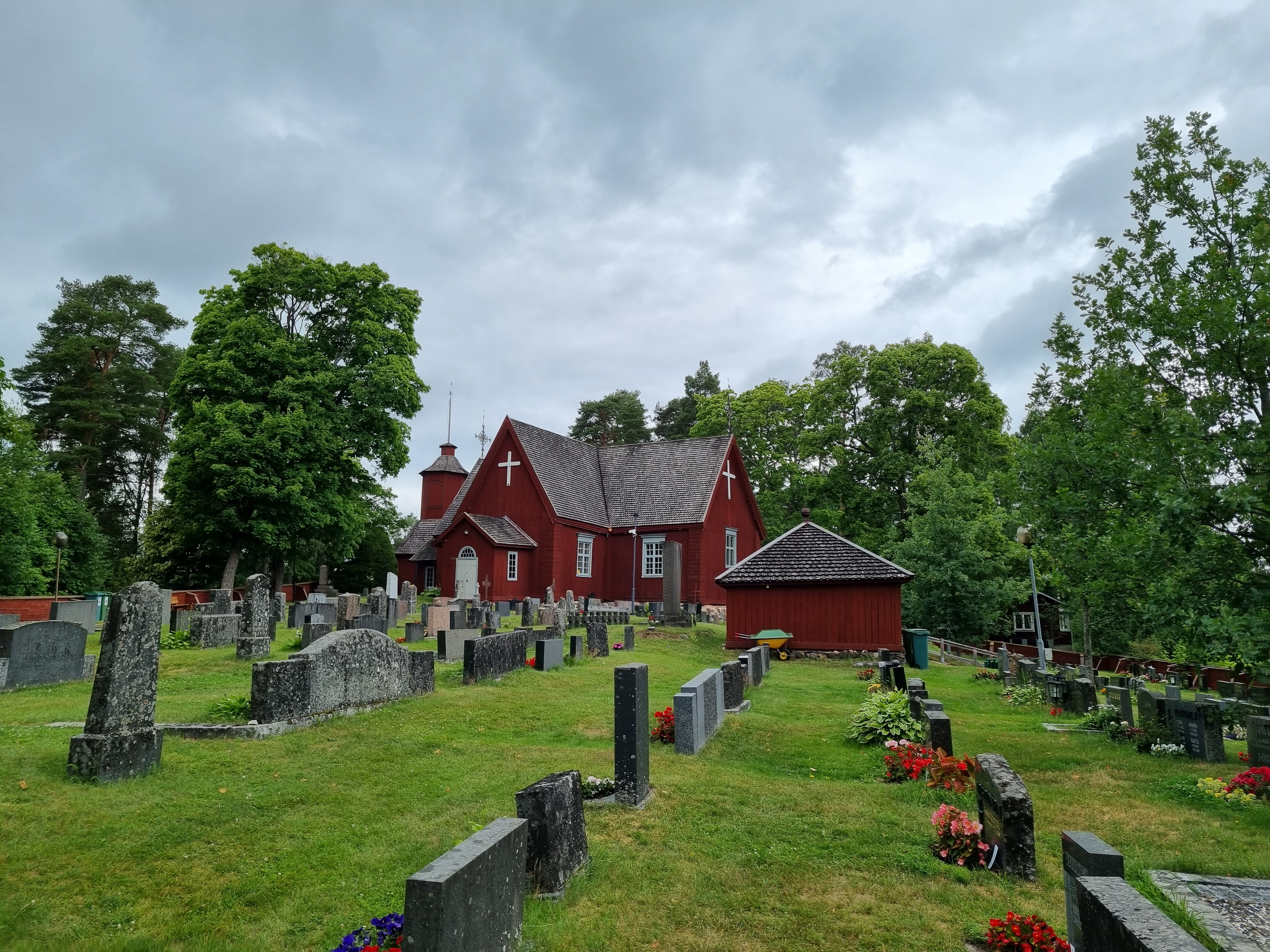
Merimasku kyrka

Merimasku är en före detta finländsk kommun i landskapet Egentliga Finland i Västra Finlands län. Kommunen hade cirka 1 500 invånare och en yta på 51,12 km².
Merimasku var en enspråkig kommun där nästan alla invånare hade finska som modersmål. Merimaskus grannkommuner var Nådendal, Rimito, Velkua, Villnäs, Masko och Lemo.
Bland Merimaskus sevärdheter finns Merimasku kyrka, byggd 1726, samt Lantmannagillets hus i kyrkobyn. Kyrkobron och Särkänsalmi-bron är också kännetecken för kommunen. I Merimasku är idrottsföreningen Merimaskun Ahto verksam, med fotboll och skidåkning som sina främsta grenar. Kommunhuset och förvaltningen låg i kyrkobyn, men det största bostadsområdet var Järvensuu.
Merimasku, Rimito och Velkua införlivades med Nådendal den 1 januari 2009. Stadens namn förblev oförändrat, och invånarantalet blev knappt 20 000.

## Geografi

### Byar
Akkola, Heikkola, Heikinmäki, Hirvoinen, Horja, Iskola, Järvensuu, Kaksoinen, Karjalainen, Kaukola, Koveri, Kräkilä, Kukolainen, Kuuslahti, Kuusniemi, Köylijärvi, Lieranta, Liettistenmaa, Liiamaa, Lukkarainen, Mälsälä, Pohjalainen, Rauduis (finska: Rautuinen), Riittonpää, Saaristolaiskylä, Sannainen, Taattinen, Tammisaari, Tanskila, Tärkkinen, Nygård (finska: Uusikartano).

## Historia

### Medeltiden
Byn Koveri i Merimasku omnämns redan på 1300-talet, då kyrkoherden i Pemar, Nikolaus Ripsa, bytte mark med biskop Hemming. Vid den tiden nämns Koveri som en del av Masko socken. Ett av de medeltida gårdslänen på Norrfinne lagsagas västkust var Danskila på ön Otavas nordspets. Länet har troligen tillkommit på 1300-talet och omfattade även sätesgården Finnilä. Till länet hörde därtill västra Kaitaholm, Hirvoinen och Kuuslahti frälsehemman samt Karvinen och Pohjalainen byar i närheten. Länet började upplösas på 1440-talet genom donationer till Nådendals kloster. Hemmanen ingick i det underhållslän som Sofia Gyllenhielm erhöll 1577. 

### 1600-talet
På 1600-talet delade kronan ut förläningar till adeln, och i Merimasku hade särskilt godsen Lemsjöholm, Villnäs och Kankas inflytande. Bönderna tvingades bli landbönder.
På 1640-talet grundades Kungliga akademin i Åbo, och även invånarna i Merimasku fick bidra ekonomiskt. Biskop Rothovius fick gården Karjalainen som lönehemman, och Akkola bestämdes som tjänstebostad för akademin.
Under 1680-talet reformerades Sveriges krigsmakt, och det inrättades rottorppar och officersboställen. I Merimasku inrättades tre boställen: överstens tjänstegård var Lukkarainen, korpralens Karjalainen, och ryttmästarens Nygård.

### 1800-1900-talen

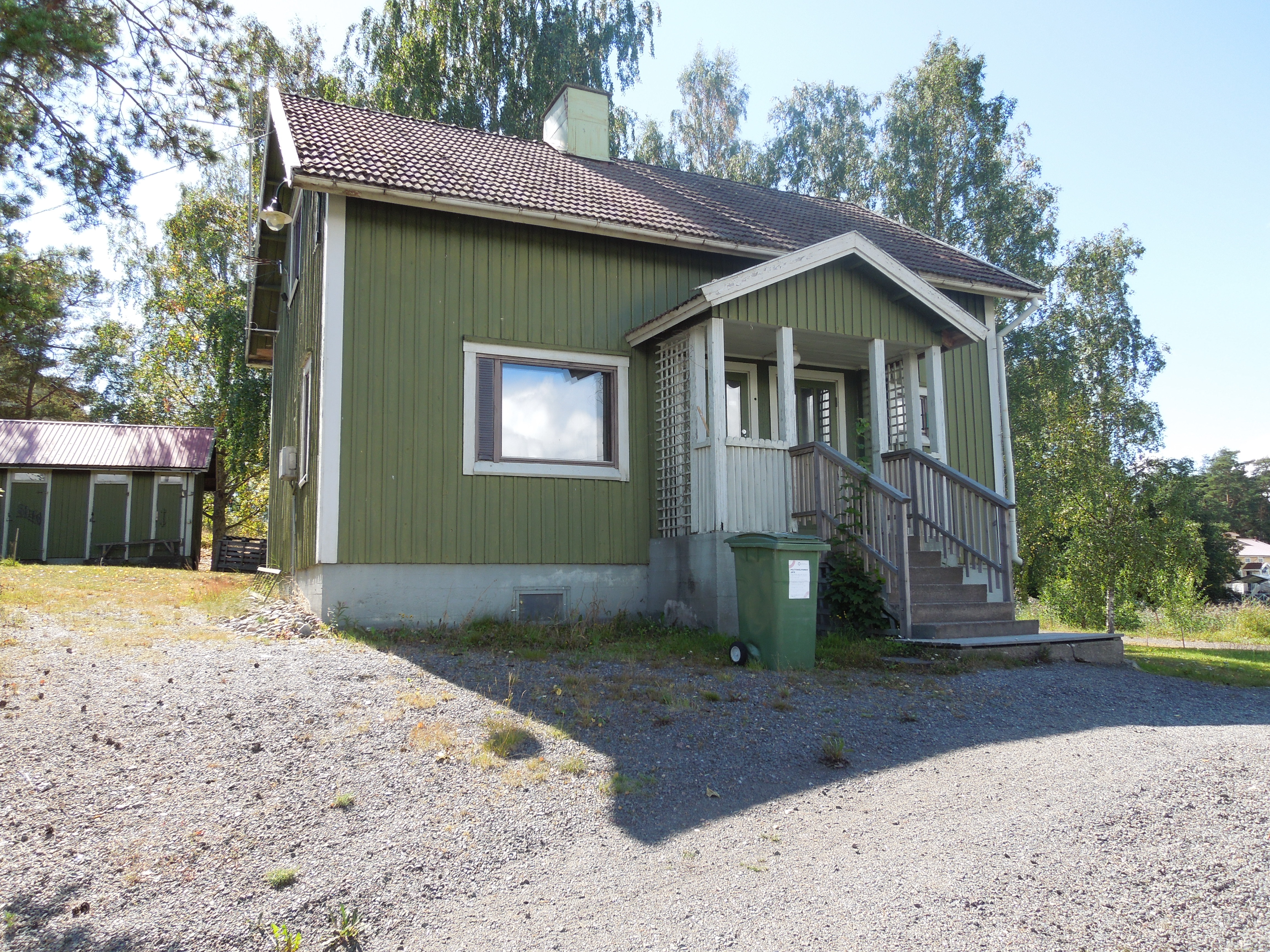
Färjstugan

Det första egentliga kommunmötet i Merimasku hölls den 10 februari 1869 i sockenstugan. Till ordförande för kommunstyrelsen valdes Johan Sandelius, och som medlemmar Erik Killainen, Karl Moisio, Anders Björklund, Anders Tammelin, Karl Järnström och Fredrik Merilä.
Merimasku församling var ursprungligen ett kapell under Masko. År 1577 överfördes församlingen till Nådendal som ett kapell. Merimasku blev en självständig kyrkoherdeförsamling 1904.
Rimito-Merimasku lantbruks- och fiskarförening grundades 1897. Verksamheten var livlig från början, trots att långa avstånd utgjorde ett hinder. Delvis av denna anledning bröt sig Merimaskus invånare ur föreningen och grundade sin egen lantbruksförening 1918. Till en början var hästavel den viktigaste verksamheten, följt av mekaniseringen av jordbruket samt relaterade utbildningar och informationsspridning. Från och med 1920-talet anordnades travtävlingar på sommaren och vintern samt plöjningstävlingar med hästar, och från 1950-talet även med traktorer. Den år 1944 förvärvade Lantmannagillets hus blev ett centrum för nöjeslivet i kommunen, där det anordnades bland annat danser, filmvisningar och teaterföreställningar.
I Merimasku kyrkby byggdes en hälsovårdscentral 1947, och under 1950-talet uppfördes intill denna ett andelsbankskontor och en färjstuga. Kyrkan renoverades också. Den handdragna färjan ersattes 1952 med en motorfärja, och samma år fick Merimasku även en ny skola.

## Kultur

### Välkända människor från Merimasku
- Harro Koskinen, (född 1945), konstnär
- Hanna Nurminen, (född 1955), ordförande för Kone stiftelse
- Zefanias Suutarla, (1834–1908), riksdagsledamot